# St. Cloud (Minnesota)
St. Cloud [ˌseɪntˈklaʊd] bzw. Saint Cloud ist eine Stadt (mit dem Status „City“) und Verwaltungssitz des Stearns County im Zentrum des US-amerikanischen Bundesstaates Minnesota. Die Stadt erstreckt sich auch in das Benton und das Sherburne County. Im Jahr 2020 hatte St. Cloud 68.881 Einwohner.
St. Cloud, dessen Metropolregion ca. 196.000 Einwohner hat, ist Sitz der St. Cloud State University (SCSU) und des St. Cloud Technical College.

## Geografie
St. Cloud liegt rund 95–110 Kilometer nordwestlich der Twin Cities, mit denen es über die Interstate 94 und den U.S. Highway 10 verbunden ist. Durch St. Cloud fließt der Mississippi River. Nach den Angaben des United States Census Bureau beträgt die Fläche der Stadt 80,1 km².

## Sehenswürdigkeiten
Zu den Sehenswürdigkeiten von St. Cloud zählen:
- die Munsinger Gardens und Clemens Gardens
- das Stearns History Museum

## Demografische Daten
Nach der Volkszählung im Jahr 2010 lebten in St. Cloud 65.842 Menschen in 25.439 Haushalten. Die Bevölkerungsdichte betrug 843 Einwohner pro Quadratkilometer. In den 25.439 Haushalten lebten statistisch je 2,37 Personen.
Ethnisch betrachtet setzte sich die Bevölkerung zusammen aus 84,6 Prozent Weißen, 7,8 Prozent Afroamerikanern, 0,7 Prozent amerikanischen Ureinwohnern, 3,7 Prozent Asiaten sowie 0,8 Prozent aus anderen ethnischen Gruppen; 2,5 Prozent stammten von zwei oder mehr Ethnien ab. Unabhängig von der ethnischen Zugehörigkeit waren 2,4 Prozent der Bevölkerung spanischer oder lateinamerikanischer Abstammung.
18,9 Prozent der Bevölkerung waren unter 18 Jahre alt, 70,8 Prozent waren zwischen 18 und 64 und 10,3 Prozent waren 65 Jahre oder älter. 48,5 Prozent der Bevölkerung war weiblich.

Das mittlere jährliche Einkommen eines Haushalts lag bei 40.687 USD. Das Pro-Kopf-Einkommen betrug 22.871 USD. 23,9 Prozent der Einwohner lebten unterhalb der Armutsgrenze.

## Söhne und Töchter der Stadt
- Stephen Miller (1816–1881), Gouverneur von Minnesota
- George Ross Smith (1864–1952), Politiker
- Louis L. Collins (1882–1950), Politiker
- June Marlowe (1903–1984), Schauspielerin
- Gig Young (1913–1978), Schauspieler
- Ed Henry (1921–2010), Politikwissenschaftler, Hochschullehrer und Kommunalpolitiker
- David Durenberger (1934–2023), Politiker
- Greg Mortenson (* 1957), Philanthrop
- Jodi Thelen (* 1962), Schauspielerin
- Ron Backes (* 1963), Kugelstoßer
- Joel Gretsch (* 1963), Schauspieler
- Ginger Helgeson-Nielsen (* 1968), Tennisspielerin
- Cory Laylin (* 1970), Eishockeyspieler
- Kurt Sauer (* 1981), Eishockeyspieler
- Chris Harrington (* 1982), Eishockeyspieler
- Michael Sauer (* 1987), Eishockeyspieler
- Anne Schleper (* 1990), Eishockeyspielerin
- Nate Schmidt (* 1991), Eishockeyspieler

## Partnerschaften
St. Cloud unterhält seit 1995 eine Städtepartnerschaft mit der französischen Stadt Saint-Cloud und seit 2006 mit der deutschen Stadt Spalt.
Die örtliche Apollo High School und Technical High School haben eine Partnerschaft mit dem Walburgisgymnasium in Menden.
Die State University ist eine Partnerhochschule der Technischen Hochschule Ingolstadt.

## Sonstiges
St. Cloud erlangte internationale Bekanntschaft innerhalb der Fangemeinde der Sitcom How I Met Your Mother, da sie Heimatstadt des Hauptcharakters Marshall Eriksen ist. Mehrmals ist sie Handlungsort der Serie, wird allerdings als eine kleinere und dörflichere Stadt präsentiert, als sie es tatsächlich ist.